# Autoritratto (Picasso Praga)
Autoritratto è un olio su tela realizzato nel 1907 dal pittore spagnolo Pablo Picasso, di misura cm 80,5x60. È conservato nella Národní galerie di Praga.
Il 1907 è un anno importante nel percorso artistico di Picasso, nel quale si verifica un profondo mutamento di stile, anche a causa dell'incontro con Braque.
La tela è caratteristica di questa fase di passaggio, e lo si può riscontrare, ad esempio, nei lineamenti poco realistici, come il naso sproporzionato rispetto al resto del volto.